# Tipula rugulosa
Tipula rugulosa är en tvåvingeart som beskrevs av Mannheims och Theowald 1959. Tipula rugulosa ingår i släktet Tipula och familjen storharkrankar. Inga underarter finns listade i Catalogue of Life.